# Audi
Audi AG – niemiecki producent samochodów osobowych z siedzibą w Ingolstadt w Niemczech, należący do koncernu Volkswagen AG. Założony został w 1909 roku przez Augusta Horcha, który założył nową spółkę po tym, jak odszedł z zarządu August-Horch-Motorwagen AG, którą założył w 1899 roku. Nazwa przedsiębiorstwa wywodzi się z gry słów: Audi to łacińskie tłumaczenie nazwiska Horch (oznacza „słuchaj!”).
Po wielu sukcesach podczas Międzynarodowego Rajdu Alpejskiego w Austrii Audi zwróciło na siebie uwagę międzynarodową. Audi zwyciężyło w rajdzie trzy razy z rzędu, w latach 1912, 1913 i 1914.

## Historia

### 1899–1931: Początki Audi Automobilwerke GmbH

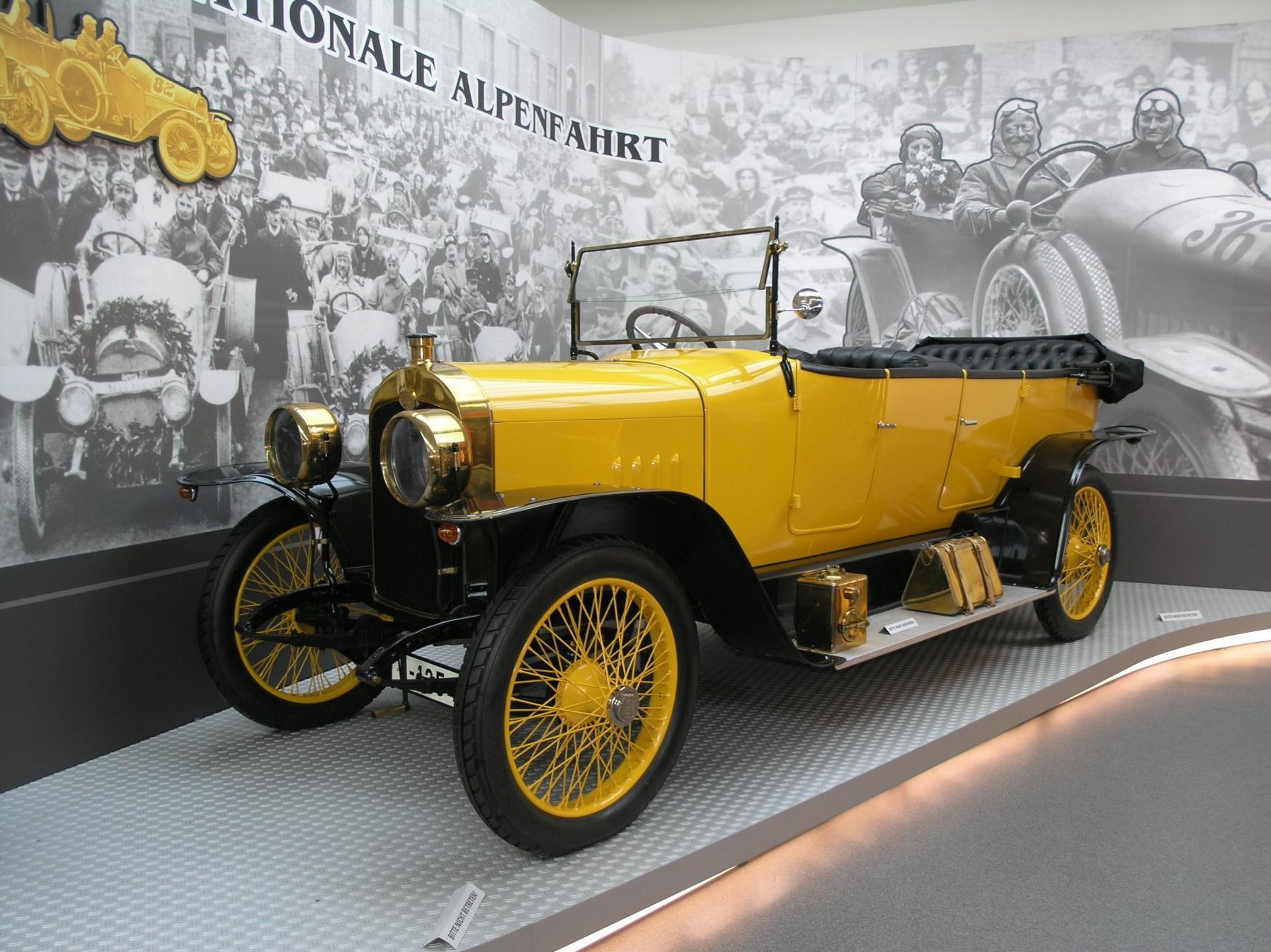
Audi Type C z 1913 roku

Historia marki Audi sięga 14 listopada 1899, kiedy to August Horch wraz z Carlem Benzem założył w Kolonii przedsiębiorstwo o nazwie Horch, produkujące luksusowe samochody osobowe. W 1902 roku właściciel przeniósł zakład do Reichenbach, a w 1904 roku do Zwickau, gdzie działał pod nazwą August Horch & Cie Motorwagenwerke Zwickau. W 1909 roku po kłopotach finansowych i problemach w zarządzie odszedł ze spółki i założył kolejne przedsiębiorstwo o nazwie August Horch Automobilwerke GmbH. Po wyroku sądu okazało się, że z nowym przedsięwzięciem August Horch nie mógł już łączyć swojego nazwiska, dlatego postanowił przetłumaczyć swoje nazwisko (horch to tryb rozkazujący od horchen, czyli w języku polskim nasłuchiwać) na łacinę – czyli Audi, nazywając spółkę 25 kwietnia 1910 roku Audi Automobilwerke GmbH. W lipcu 1910 roku pierwszy pojazd z nazwą Audi opuścił zakład w Zwickau. Jeszcze w tym samym roku wyprodukowano dwa najbardziej znane modele tego okresu: Audi Typ A 10/22 KM (16 kW) Sport – Phaeton oraz jego następcę, Audi Typ B 10/28 KM. Wtedy również Audi rozpoczęło produkcję rzędowego silnika typu A o pojemności 2612 cm³ oraz jednostek napędowych o pojemności 3564 cm³, 4680 cm³ i 5720 cm³. Samochody wyposażone w takie silniki święciły wiele triumfów w wyścigach i rajdach. Pierwszy sześciocylindrowy motor Audi – Typ M o pojemności 4655 cm³ pojawił się w roku 1924. We wrześniu 1921 roku Audi, jako pierwszy niemiecki producent samochodów, zaprezentowało seryjny samochód Typ K z kierownicą umieszczoną po lewej stronie.
W 1914 roku Audi Automobilwerke GmbH przekształcono w spółkę akcyjną Audi Werke AG. Po I wojnie światowej August Horch odszedł z przedsiębiorstwa i wyprowadził się do Berlina. Tam znalazł zatrudnienie jako rzeczoznawca samochodowy. W 1928 roku wskutek trudności finansowych spowodowanych światowym kryzysem spółka została przejęta przez firmę DKW (Zschopauer Motorenwerke J. S. Rasmussen AG).

### 1932–1945: Audi częścią Auto Union AG
W 1932 roku DKW oraz jego spółka-córka Audi, łącząc się z zakładami Horch i Wanderer weszło do spółki Auto Union z siedzibą w Chemnitz, której logo (cztery przeplatające się pierścienie, symbolizujące czterech udziałowców spółki) jest do dzisiaj używane przez Audi. Celem połączenia było uchronienie się przed światowym kryzysem gospodarczym.
W roku 1933 na rynku pojawiło się Audi Front, pierwszy europejski samochód łączący sześciocylindrowy silnik z napędem na przednią oś. Zastosowano w nim jednostkę napędową Wanderer, ale odwróconą o 180 stopni tak, że wał napędowy zwrócony był do przodu. W latach 1933–1938 model Front był jedynym Audi w ofercie Auto Union. W roku 1939, wskutek wewnętrznej polityki Auto Union promującej tańsze samochody DKW, marka Audi na prawie trzy dekady zniknęła z rynku nowych samochodów.
Wybuch II wojny światowej zahamował rozwój Auto Union, a we wszystkich zakładach marki produkowano uzbrojenie wojskowe. Podobnie jak w wielu fabrykach ówczesnych Niemiec, w zakładach produkcyjnych spółki znaleźli się robotnicy przymusowi, więźniowie obozów koncentracyjnych i więźniowie wojenni. W fabrykach Auto Union pracowało około 50 tys. niewolników za co odpowiedzialny był założyciel koncernu Richard Bruhn, członek NSDAP. Przy budowie podziemnej fabryki, w której Auto Union budowało silniki do czołgów, zginął co czwarty z 18 tys. więźniów obozu koncentracyjnego w Litomierzycach nad Łabą.

### Lata 1945–1968
Po II wojnie światowej Auto Union AG rozpłynęło się w strefie okupowanej przez sowietów. Spółka produkowała jako VEB Automobilwerk Zwickau model AWZ P70, a w 1958 roku dołączono poprzednie zakłady Horcha z terenu byłego NRD. W nowym VEB Sachsenring Automobilwerke Zwickau do 1991 roku produkowano Trabanty.
W roku 1949 w Niemczech Zachodnich na nowo zarejestrowano Auto Union AG z siedzibą w Ingolstadt, jednakże od strony prawnej była to zupełnie nowa spółka. Wielu pracowników ze zniszczonych zakładów w Zwickau osiadło w Ingolstadt i podjęło na nowo produkcję. Na początku, z racji prostej konstrukcji i dużej dostępności części, Auto Union w Ingolstadt produkowało wyłącznie samochody DKW.
W 1958 roku Daimler-Benz AG przejął 87% kapitału akcyjnego Auto Union, a w 1959 roku posiadał już 100%. Przejęcie nie przyniosło jednak oczekiwanych skutków. W grudniu 1964 roku Volkswagen AG kupił zakład w Ingolstadt, a do 1966 przejął 100% akcji Auto Union wraz z prawami do logo czterech pierścieni, symbolizujących cztery marki: Audi, DKW, Horch i Wanderer. W 1965 roku Auto Union wypuścił na rynek samochód pod marką Audi. Pierwszy model był dalszym rozwinięciem DKW F102 i nie otrzymał żadnych typowych oznaczeń. W 1968 roku były pracownik Daimler-Benz Ludwig Kraus zaprezentował ówczesnemu głównemu dyrektorowi zakładu Volkswagenwerk Wolfsburg Heinrichowi Nordhoffowi samodzielnie zaprojektowanego Audi 100. Z początku Volkswagen nie chciał rozszerzać oferty marki na kolejne modele, ale zmienił zdanie po przekazaniu projektu Audi 100. Od tego czasu pojazdy były oznaczone odpowiadającymi im liczbami koni mechanicznych (przykładowo Audi 60, Audi Super 90). Pojazdy tej serii otrzymały tzw. silnik średnioprężny. Stopień sprężania w tych silnikach był na poziomie między silnikami benzynowymi a diesla.

### 1969 do dziś: połączenie z NSU i współczesne Audi AG
W 1969 roku doszło do fuzji Auto Union GmbH z NSU AG Neckarsulm. Przedsiębiorstwo przyjęło nazwę Audi NSU Auto Union AG i miało od tego czasu drugi zakład i (do 1984) siedzibę w Neckarsulm. W styczniu 1971 roku po raz pierwszy pojawił się slogan Vorsprung durch Technik (pol. Przewaga dzięki technice) przy okazji reklamy NSU Ro 80 (z silnikiem Wankla). Po uruchomieniu produkcji modelu Ro 80 zaprzestano używania nazwy NSU jako oznaczenia produktów.
1 stycznia 1985 roku Audi NSU Auto Union AG przyjęło nazwę AUDI AG, a przedsiębiorstwo zmieniło swoją kwaterę główną z Neckarsulm na Ingolstadt. Od tamtego czasu produkty i sama spółka noszą tę samą nazwę.
Aktualna struktura kapitałowa Audi wygląda następująco: Volkswagen AG posiada 99,55% akcji, pozostała część akcji (0,45%) znajduje się w obrocie na giełdach papierów wartościowych: Berlin-Brema, Düsseldorf, Frankfurt nad Menem, Hamburg, Monachium i Stuttgart.

### quattro GmbH
quattro GmbH to spółka córka Audi AG z siedzibą w Neckarsulm, jest odpowiedzialna za produkcję sportowych wersji Audi – RS, ale także za przygotowywanie zindywidualizowanej oferty wyposażenia poszczególnych modeli oraz za przygotowywanie wyścigowych samochodów ze stajni Audi. Spółka założona została w październiku 1983 i początkowo skupiała się na oferowaniu dodatkowych akcesoriów do samochodów Audi. W roku 1986 zadebiutowała już jako producent sportowych pojazdów spod znaku S i RS. Pierwszym modelem, który wyjechał z fabryki quattro GmbH, było Audi S6.
Obecnie spółka produkuje szeroką gamę sportowych wersji Audi. W ofercie znaleźć można Audi R8 z trzema silnikami i dwiema formami karoserii do wyboru, Audi RS 4 Avant, RS 5 w wersji Coupe i Cabriolet, RS 6 Avant, RS 7 Sportback oraz RS Q3, pierwszy w ofercie Audi sportowy SUV.
Od roku 1996, spółka quattro GmbH wyprodukowała ok. 75 500 samochodów o nieprzeciętnej, sportowej mocy. Sprzedaż znacznie wzrosła przede wszystkim w pierszej dekadzie trzeciego tysiąclecia; z 2,5 tysiąca egzemplarzy w roku 2000, do prawie 15 tys. aut w roku 2013. W tym samym roku do rąk klientów oddano 160 tysięcy zindywidualizowanych pojazdów i sprzedano prawie 2,5 mln akcesoriów.
Wszystkie samochody produkowane przez spółkę quattro GmbH wyposażone są w napęd na cztery koła – stąd określenie quattro.

## Rozwiązania techniczne
Koncern Audi jest twórcą wielu innowacyjnych rozwiązań technicznych. W 1975 roku pokazano pierwszy w koncernie VW silnik z mechanicznym wtryskiem K-Jetronic (stosowany później z sukcesem w VW Golfie z silnikiem GTI), a w 1977 pięciocylindrowy silnik benzynowy, w który wyposażono Audi 100.
W roku 1980 zaprezentowano klasyczne już dziś rozwiązanie napędu na cztery koła – quattro. Napęd quattro zamontowano wówczas w pokazanym na Międzynarodowym Salonie Samochodowym w Genewie modelu Audi quattro (inna nazwa: Urquattro). Samochód ten, pierwotnie zaplanowany jako krótka seria, w gamie modelowej czterech pierścieni funkcjonował aż do 1991 roku.
W roku 2013 Audi wyprodukowało 710 095 samochodów z napędem quattro. W obu niemieckich zakładach produkcyjnych, w Ingolstadt i w Neckarsulm, każdego dnia zjeżdża z taśmy około 2000 modeli Audi z napędem tego typu. W roku 2013 44% wszystkich klientów Audi wybrało model quattro. Najczęściej sprzedawany model quattro to Audi Q5, a zaraz potem Audi A4. Audi z takim właśnie rodzajem napędu najlepiej sprzedają się w USA, Kanadzie, Rosji i na rynkach Bliskiego Wschodu. Dobre wyniki handlowe notowane są również w Niemczech. W pierwszym półroczu 2014 Audi wyprodukowało dla niemieckiego rynku prawie 61 150 samochodów z napędem quattro. Dzięki blisko 170 modelom quattro – uwzględniając różne rodzaje nadwozia, silniki i skrzynie biegów – marka Audi oferuje największy wybór spośród wszystkich producentów samochodów segmentu premium.
Technika quattro jest dostępna we wszystkich rodzinach modelowych. Audi Q7, Audi R8, Audi A4 allroad, Audi A6 allroad oraz wszystkie modele S i RS, dostępne są wyłącznie z napędem quattro.
W roku 1985 Audi było drugim po Porsche producentem samochodów na świecie, który rozpoczął seryjną produkcję w pełni ocynkowanych karoserii. Pierwszym modelem, wyposażonym w taką karoserię było Audi 100. Ten produkowany od 1982 roku samochód był również autem o najlepszym wówczas na świecie współczynniku oporu powietrza – wynosił on 0,30. W 1983 Audi jako pierwszy niemiecki producent samochodów otrzymało certyfikat dopuszczenia do ruchu (niem. ABE) pojazdów z katalizatorem.
Pod koniec lat 80. XX w. Audi obok Fiata Cromy TD i.d. i Rovera Montego było pierwszym producentem samochodów oferującym, wówczas w modelu Audi 100 TDI, silnik diesla z wtryskiem bezpośrednim i turbodoładowaniem. Jednostka ta weszła do seryjnej produkcji w roku 1989. Do lipca 2014 roku na całym świecie Audi sprzedało blisko 7,5 mln aut z wysokoprężnymi jednostkami TDI.
Silniki TDI stopniowo udoskonalano. W ciągu 25 lat zdołano podnieść moc i moment obrotowy jednostek TDI o tej samej pojemności o ponad 100 procent, a emisję szkodliwych substancji obniżono o 98 procent.
Montowane są one we wszystkich seriach modeli, z wyjątkiem Audi R8. Ich pojemność wynosi od 1,6 do 6,0 litrów. a moc od 66 kW (90 KM) (jednostka 1.6 TDI), do 368 kW (500 KM) (jednostka 6.0 TDI V12 – wyłącznie Audi Q7). Jak dotychczas najwięcej sprzedano jednostek 2.0 TDI: trzy miliony egzemplarzy.
Na dziewięć startów w 24-godzinnym wyścigu w Le Mans począwszy od 2006 roku, kiedy to zadebiutował tam samochód Audi wyposażony w jednostkę TDI, Audi zwyciężało tam osiem razy.
Szczególnie często na wysokoprężne jednostki TDI decydują się dziś klienci Audi z Europy Zachodniej. Niemcy, Wielka Brytania i Włochy to rynki, na których TDI sprzedaje się najlepiej na świecie. W Niemczech w roku 2013 ponad dwie trzecie klientów zamówiło samochód z silnikiem diesla. Globalnie, około 40 procent aut marki Audi, które opuściły fabryki w roku 2013, napędzanych jest jednostką wysokoprężną TDI. W liczbach bezwzględnych to blisko 593 tys. egzemplarzy.
W 1985 roku na targach w Hanowerze dwie kobiety, samodzielnie, bez niczyjej pomocy niosły kompletną karoserię modelu Audi 100 bez elementów dodatkowych. Wykonano ją z aluminium i w ten sposób zaprezentowano publicznie innowacyjne rozwiązanie Audi Space Frame. Karoserię Audi Space Frame (ASF) zbudowano z prasowanych profili i z elementów odlewanych podciśnieniowo. Z tak zrobioną konstrukcją połączone są blachy tworzące pokrycie dachu, podłogę i elementy boczne, będące jednocześnie jej wzmocnieniem. Zależnie od zadań, poszczególne komponenty charakteryzują się różnymi formami i przekrojami. Modele, w których ją zastosowano to: Audi TT (2006), Audi R8 (2008), a także trzy następne generacje Audi A8 (2002, 2010, 2013). Obok Audi A8, drugim modelem z karoserią wykonaną w całości z aluminium jest sportowy model R8. Zastosowana w nim karoseria Audi Space Frame (ASF), wykonana z aluminium, waży w przypadku wersji coupé tylko 210 kg, a w przypadku modelu Spyder – 216 kg. Nieobciążone Audi R8 V8 Coupé z manualną skrzynią biegów, waży jedynie 1560 kg, a Audi R8 Spyder – 1660 kg. Łącznie, od 1994 roku, Audi sprzedało ponad 750 tysięcy samochodów z karoserią ASF – wykonaną wyłącznie lub częściowo z aluminium.
We wrześniu 1991 roku na IAA we Frankfurcie oraz w październiku tego samego roku na Tokyo Motor Show Audi zaprezentowało modele Spyder i Avus quattro, dwa prototypy z ramą kratownicową i karoserią, które wykonano z aluminium. W październiku 1993 roku we Frankfurcie, na IAA, pokazano tzw. „Audi Space Frame Concept Car” – krótko ASF. Miał on silnik V8 TDI o pojemności 3,4 litra i w dużym stopniu – abstrahując od polerowanej powierzchni zewnętrznej karoserii – odpowiadał on modelowi Audi A8, który na rynku pojawił się w maju 1994 roku. Następca Audi V8, model Audi A8, był w 1994 roku pierwszą produkowaną seryjnie limuzyną z aluminiową karoserią samonośną – Audi Space Frame (ASF). Model Audi A2 był z kolei pierwszym samochodem małolitrażowym, w którym zastosowano ASF.
W lipcu 2014 z taśm produkcyjnych fabryki w Ingolstadt zjechał sześciomilionowy egzemplarz Audi z napędem quattro. Jubileuszowe auto to Audi SQ5 3.0 TDI.
Do międzynarodowej sławy napędu quattro przyczyniły się także kampanie reklamowe i sukcesy w sportach motorowych. Spot telewizyjny, w którym Audi 100 CS o własnych siłach podjeżdża w górę skoczni narciarskiej w fińskiej miejscowości Kaipola, zyskał miano klasyka i reklamy kultowej. Innym docenianym przez fanów motoryzacji osiągnięciem był rekord wjazdu na górę Pikes Peak w Kolorado (USA) ustanowiony przez Waltera Röhrla za kierownicą Audi Sport quattro S1 w 1987 roku. Na imponujące wyniki Audi w sportach motorowych składają się cztery tytuły w rajdowych mistrzostwach świata, trzy zwycięstwa w wyścigu górskim Pikes Peak, jedno mistrzostwo w klasyfikacji kierowców i klasyfikacji producentów w TransAm, dwa tytuły w DTM, dziesięć zwycięstw w narodowych mistrzostwach samochodów superturystycznych i jeden puchar świata w wyścigach samochodów turystycznych.

## Nagrody dla Audi
Samochody Audi i zaawansowana technika w nich stosowana zdobywają wiele prestiżowych, światowych nagród. W kwietniu 2014 Audi A3, najlepiej sprzedający się model koncernu zostało ogłoszone najlepszym samochodem świata roku 2014 – World Car of the Year 2014. To samo wyróżnienie w roku 2005 zdobyło Audi A6. Sukces Audi A3 ugruntowuje pozycję Audi jako producenta z największą liczbą tytułów World Car of the Year na koncie. Audi uzyskało ten tytuł już trzykrotnie jako World Performance Car i dwukrotnie jako World Car Design of the Year. Łącznie, w konkursie World Car of the Year Awards, cztery pierścienie triumfowały siedmiokrotnie.
- 2005 – Audi A6: World Car of the Year[14]
- 2007 – Audi RS 4: World Performance Car, Audi TT World Car Design of the Year[15]
- 2008 – Audi R8: World Performance Car, Audi R8 World Car Design of the Year[16]
- 2010 – Audi R8 V10: World Performance Car[17]
- 2014 – Audi A3: World Car of the Year[18]

W konkursie „International Engine of the Year” Audi zwyciężało już dziesięć razy. W latach 2005–2009 zdobywało ten prestiżowy tytuł dzięki silnikowi 2.0 TFSI wygrywającemu w kategorii od 1.8 do 2 litrów. Pięć razy wygrywała jednostka 2.5 TFSI, w kategorii od 2 do 2.5 litra. Ostatnio w roku 2014.
Poszczególne modele Audi na przestrzeni lat zdobywały również szereg nagród branżowych i konsumenckich, np. Złotą Kierownicę, Auto Lider, Fleet Award czy Best Cars.

## Modele samochodów

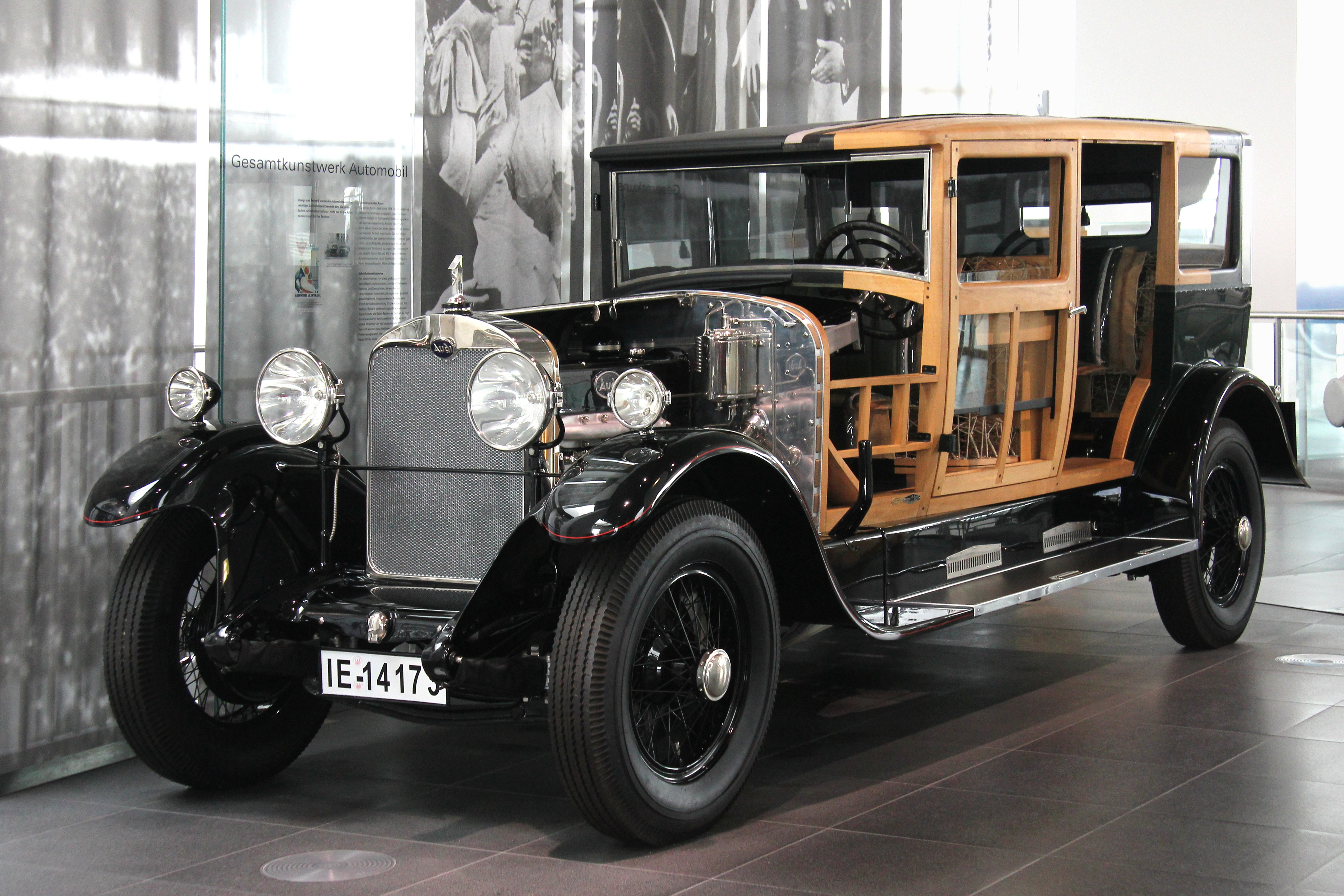
Audi Type M z 1925 roku

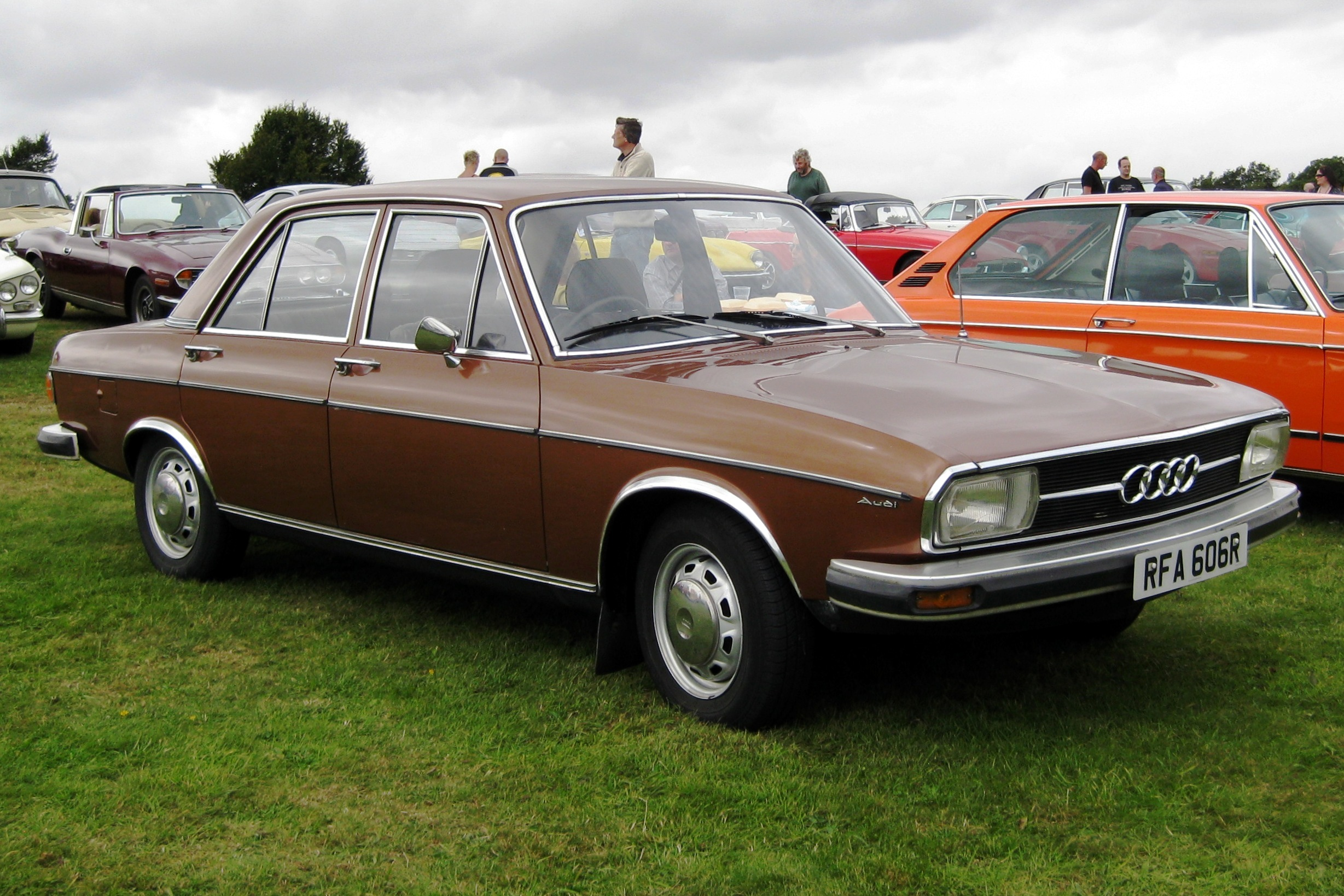
Audi 100 C1

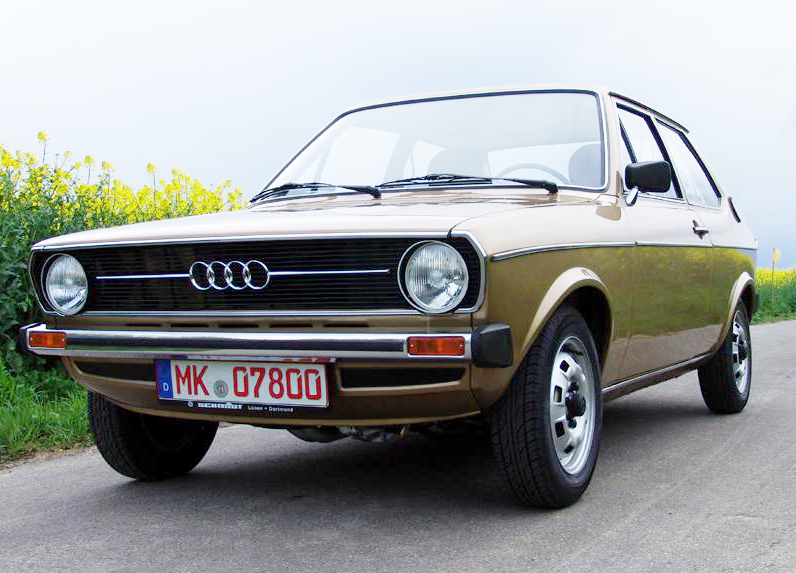
Audi 50

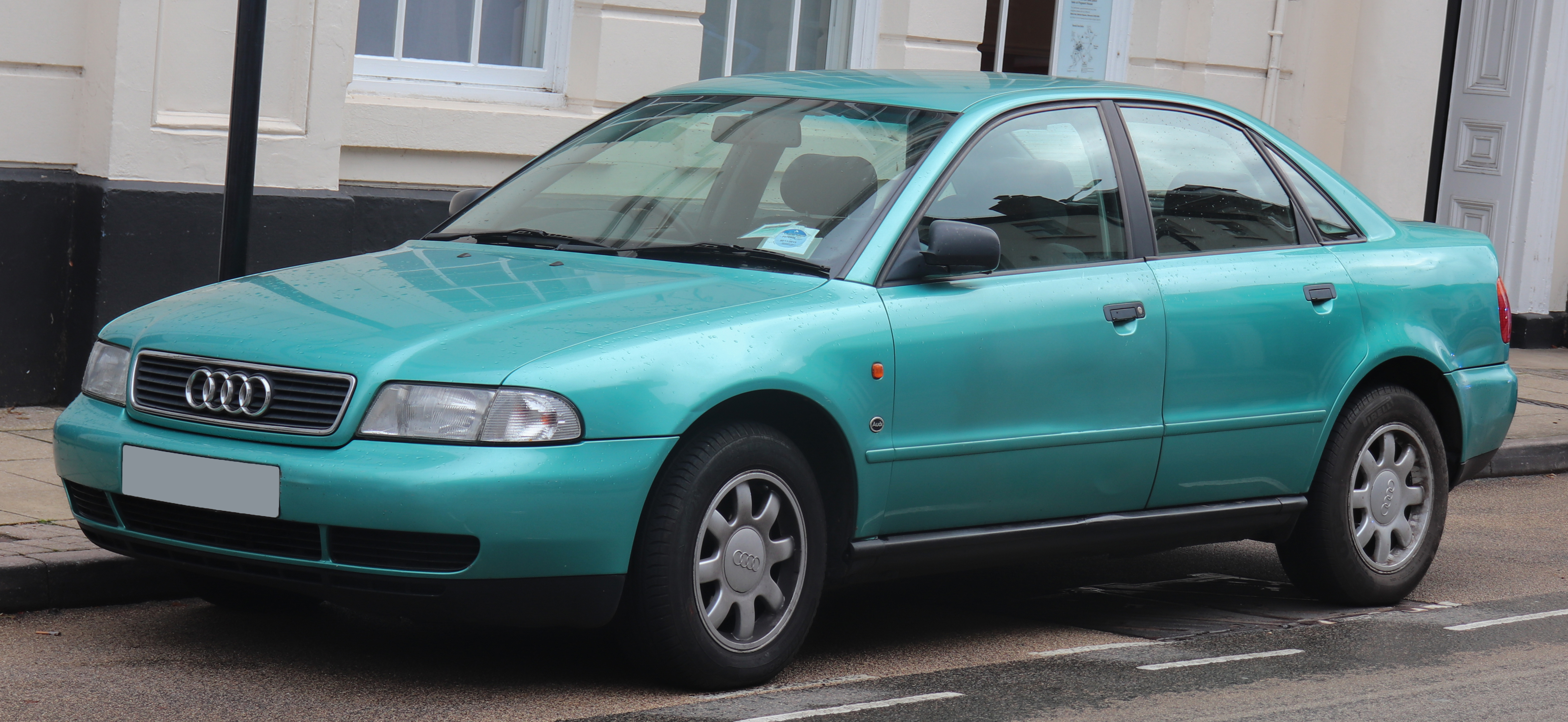
Audi A4 B5

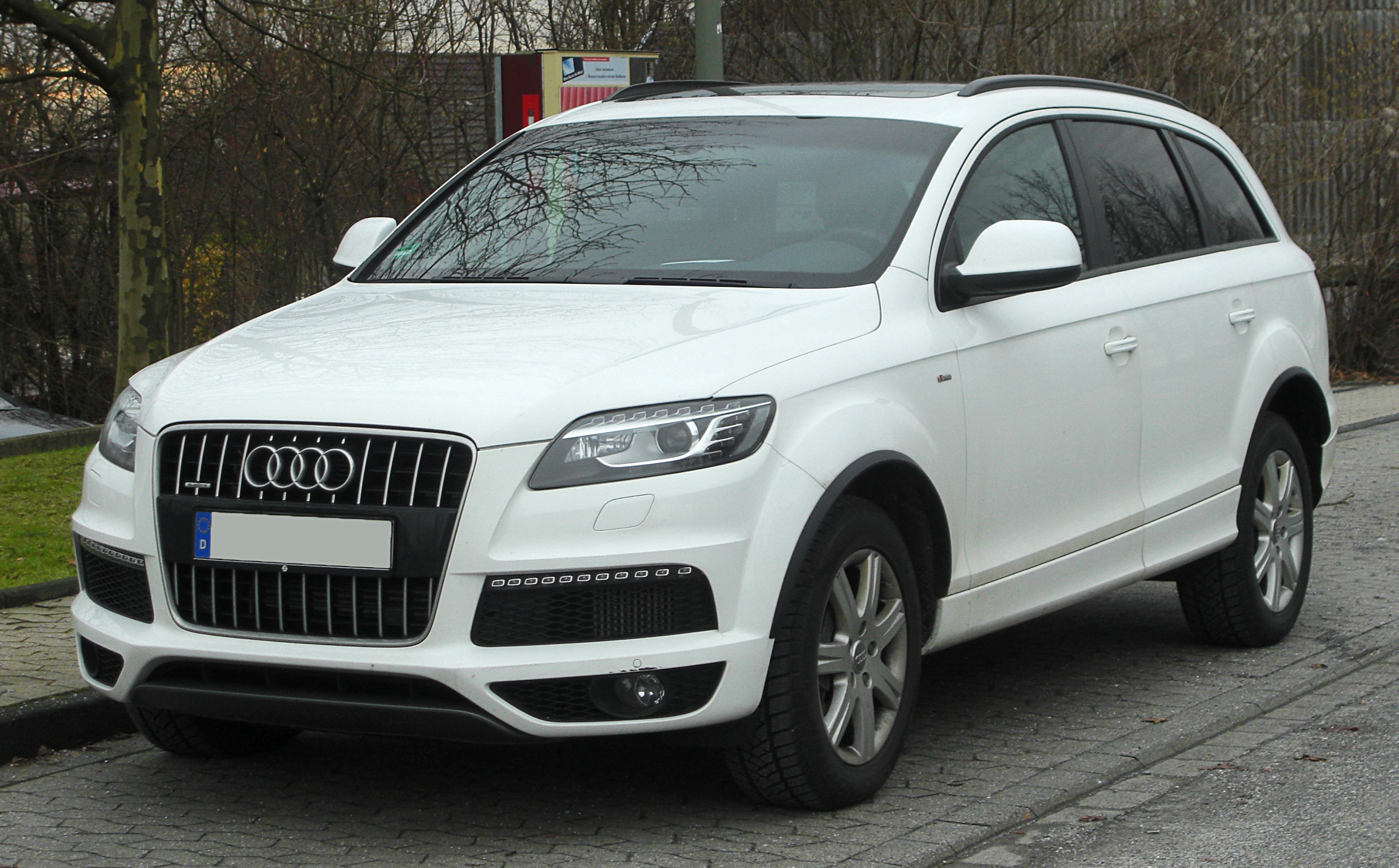
Audi Q7

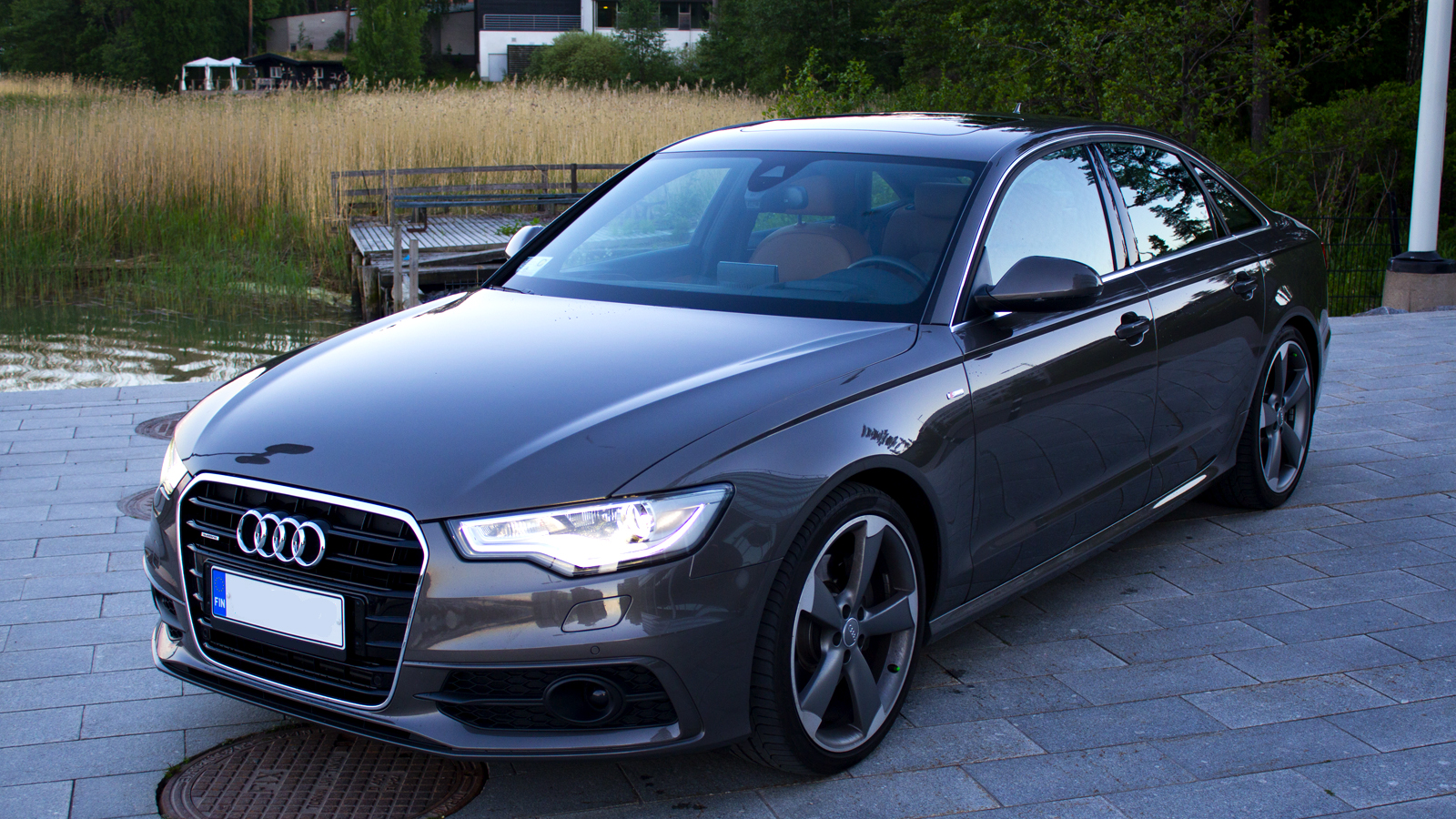
Audi A6 C7

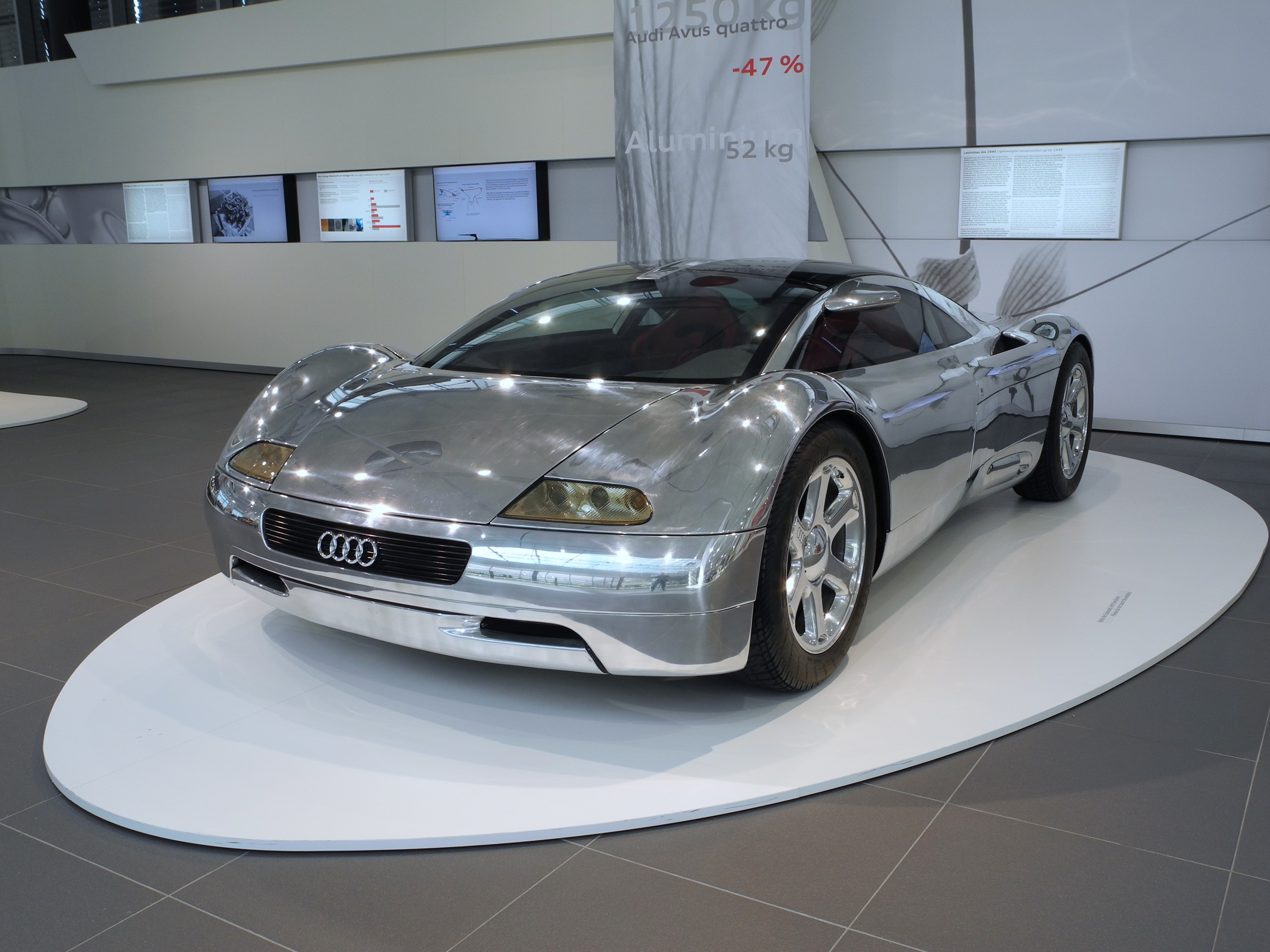
Audi Avus

### Samochody osobowe
| A1 | Kod | Nadwozie  | Segment | Lata produkcji |
| -- | --- | --------- | ------- | -------------- |
|    | 9Y  | Hatchback | B       | 2010–2018      |
|    | GB  | Hatchback | B       | od 2018        |

| A2 | Kod | Nadwozie  | Segment | Lata produkcji |
| -- | --- | --------- | ------- | -------------- |
|    | 8Z  | Hatchback | B       | 1999–2005      |

| A3 | Kod | Nadwozie                  | Segment | Lata produkcji |
| -- | --- | ------------------------- | ------- | -------------- |
|    | 8L  | Hatchback                 | C       | 1996–2003      |
|    | 8P  | Hatchback Cabriolet       | C       | 2003–2012      |
|    | 8V  | Hatchback Sedan Cabriolet | C       | 2012–2020      |
|    | 8Y  | Hatchback Sedan           | C       | od 2020        |

| 80 | Kod | Nadwozie                 | Segment | Lata produkcji |
| -- | --- | ------------------------ | ------- | -------------- |
|    | B1  | Sedan Kombi              | D       | 1972–1978      |
|    | B2  | Sedan Coupe              | D       | 1978–1986      |
|    | B3  | Sedan Coupe              | D       | 1986–1991      |
|    | B4  | Sedan Kombi Coupe Cabrio | D       | 1991–1996      |
| A4 | Kod | Nadwozie                 | Segment | Lata produkcji |
|    | B5  | Sedan Kombi              | D       | 1994–2001      |
|    | B6  | Sedan Kombi Cabrio       | D       | 2000–2004      |
|    | B7  | Sedan Kombi Cabrio       | D       | 2004–2008      |
|    | B8  | Sedan Kombi              | D       | 2007–2015      |
|    | B9  | Sedan Kombi              | D       | 2015–2024      |
| A5 | Kod | Nadwozie                 | Segment | Lata produkcji |
|    | B10 | Liftback Kombi           | D       | od 2024        |

| 100 | Kod | Nadwozie       | Segment | Lata produkcji |
| --- | --- | -------------- | ------- | -------------- |
|     | C1  | Sedan Coupe    | E       | 1968–1976      |
|     | C2  | Sedan Liftback | E       | 1976–1982      |
|     | C3  | Sedan Kombi    | E       | 1982–1991      |
|     | C4  | Sedan Kombi    | E       | 1990–1994      |
| A6  | Kod | Nadwozie       | Segment | Lata produkcji |
|     | C4  | Sedan Kombi    | E       | 1994–1997      |
|     | C5  | Sedan Kombi    | E       | 1997–2004      |
|     | C6  | Sedan Kombi    | E       | 2004–2011      |
|     | C7  | Sedan Kombi    | E       | 2011–2018      |
|     | C8  | Sedan Kombi    | E       | 2018–2025      |
|     | C9  | Sedan Kombi    | E       | od 2025        |

| V8 | Kod | Nadwozie | Segment | Lata produkcji |
| -- | --- | -------- | ------- | -------------- |
|    | 4C  | Sedan    | F       | 1988–1993      |
| A8 | Kod | Nadwozie | Segment | Lata produkcji |
|    | D2  | Sedan    | F       | 1993–2002      |
|    | D3  | Sedan    | F       | 2002–2009      |
|    | D4  | Sedan    | F       | 2009–2017      |
|    | D5  | Sedan    | F       | od 2017        |

### Liftbacki
| A5 Sportback | Kod | Nadwozie | Segment | Lata produkcji |
| ------------ | --- | -------- | ------- | -------------- |
|              | 8T  | Liftback | D       | 2009–2016      |
|              | F5  | Liftback | D       | 2016–2024      |

| A7 Sportback | Kod | Nadwozie | Segment | Lata produkcji |
| ------------ | --- | -------- | ------- | -------------- |
|              | 4G8 | Liftback | E       | 2010–2018      |
|              | 4G9 | Liftback | E       | 2018–2025      |

### Coupe, cabrio i roadstery
| A5 | Kod | Nadwozie     | Segment | Lata produkcji |
| -- | --- | ------------ | ------- | -------------- |
|    | 8T  | Coupe Cabrio | D       | 2009–2016      |
|    | F5  | Coupe Cabrio | D       | 2016–2024      |

| TT | Kod | Nadwozie       | Segment | Lata produkcji |
| -- | --- | -------------- | ------- | -------------- |
|    | 8N  | Coupe Roadster | C       | 1998–2006      |
|    | 8J  | Coupe Roadster | C       | 2006–2014      |
|    | 8S  | Coupe Roadster | C       | 2014–2023      |

### Supersamochody
| R8 | Kod | Nadwozie       | Segment | Lata produkcji |
| -- | --- | -------------- | ------- | -------------- |
|    | 4A  | Coupe Roadster | E       | 2006–2015      |
|    | 4S  | Coupe Roadster | E       | 2015–2023      |

### Crossovery i SUV-y
| Q2 | Kod | Nadwozie  | Segment | Lata produkcji |
| -- | --- | --------- | ------- | -------------- |
|    | GA  | Crossover | B       | od 2016        |

| Q3 | Kod | Nadwozie | Segment | Lata produkcji |
| -- | --- | -------- | ------- | -------------- |
|    | 8U  | SUV      | C       | 2011–2018      |
|    | 8Y  | SUV      | C       | 2018–2025      |
|    | 8Z  | SUV      | C       | od 2025        |

| Q3 Sportback | Kod | Nadwozie  | Segment | Lata produkcji |
| ------------ | --- | --------- | ------- | -------------- |
|              | 9Y  | SUV Coupe | C       | 2019–2025      |
|              | 9Z  | SUV Coupe | C       | od 2025        |

| Q5 | Kod | Nadwozie | Segment | Lata produkcji |
| -- | --- | -------- | ------- | -------------- |
|    | 8R  | SUV      | D       | 2008–2016      |
|    | FY  | SUV      | D       | 2016–2024      |
|    | GU  | SUV      | D       | od 2024        |

| Q5 Sportback | Kod | Nadwozie  | Segment | Lata produkcji |
| ------------ | --- | --------- | ------- | -------------- |
|              | FY  | SUV Coupe | D       | 2020–2025      |
|              | GU  | SUV Coupe | D       | od 2025        |

| Q7 | Kod | Nadwozie | Segment | Lata produkcji |
| -- | --- | -------- | ------- | -------------- |
|    | 4L  | SUV      | E       | 2005–2015      |
|    | 4M  | SUV      | E       | 2015–2025      |
|    | 4N  | SUV      | E       | od 2025        |

| Q8 | Kod | Nadwozie  | Segment | Lata produkcji |
| -- | --- | --------- | ------- | -------------- |
|    | 4N  | SUV Coupe | E       | od 2018        |

### Samochody elektryczne
| Q2L e-tron | Kod | Nadwozie  | Segment | Lata produkcji |
| ---------- | --- | --------- | ------- | -------------- |
|            | GA  | Crossover | B       | od 2019        |

| Q4 e-tron | Kod | Nadwozie | Segment | Lata produkcji |
| --------- | --- | -------- | ------- | -------------- |
|           | F4  | SUV      | C       | od 2021        |

| Q4 e-tron Sportback | Kod | Nadwozie  | Segment | Lata produkcji |
| ------------------- | --- | --------- | ------- | -------------- |
|                     | F4  | SUV Coupe | C       | od 2021        |

| Q5 e-tron | Kod | Nadwozie | Segment | Lata produkcji |
| --------- | --- | -------- | ------- | -------------- |
|           | G4  | SUV      | D       | od 2022        |

| Q6 e-tron | Kod | Nadwozie | Segment | Lata produkcji |
| --------- | --- | -------- | ------- | -------------- |
|           | GF  | SUV      | D       | od 2024        |

| e-tron    | Kod | Nadwozie | Segment | Lata produkcji |
| --------- | --- | -------- | ------- | -------------- |
|           | 4X  | SUV      | E       | 2018–2022      |
| Q8 e-tron | Kod | Nadwozie | Segment | Lata produkcji |
|           | 4X  | SUV      | E       | 2022–2025      |

| e-tron Sportback    | Kod | Nadwozie  | Segment | Lata produkcji |
| ------------------- | --- | --------- | ------- | -------------- |
|                     | 4X  | SUV Coupe | E       | 2019–2022      |
| Q8 e-tron Sportback | Kod | Nadwozie  | Segment | Lata produkcji |
|                     | 4X  | SUV Coupe | E       | 2022–2025      |

| A6 e-tron | Kod | Nadwozie       | Segment | Lata produkcji |
| --------- | --- | -------------- | ------- | -------------- |
|           | GH  | Liftback Kombi | E       | od 2024        |

| e-tron GT | Kod | Nadwozie | Segment | Lata produkcji |
| --------- | --- | -------- | ------- | -------------- |
|           | FW  | Sedan    | E       | od 2021        |

### Pozostałe
- Audi S1
- Audi S2
- Audi S3
- Audi S4
- Audi S5
- Audi S6
- Audi S7
- Audi S8
- Audi RS3(inne języki)
- Audi RS4
- Audi RS5
- Audi RS6
- Audi RS7(inne języki)
- Audi SQ7(inne języki)
- Audi SQ8
- Audi SQ5(inne języki)
- Audi RSQ3
- Audi RSQ8(inne języki)

### Modele historyczne
- Audi 10-26HP
- Audi 50
- Audi 60
- Audi 75
- Audi 80
- Audi 90
- Audi 100
- Audi 200
- Audi 920(inne języki)
- Audi 4000
- Audi 5000
- Audi A2
- Audi A4
- Audi Cabriolet
- Audi Coupé
- Audi F103
- Audi Fox
- Audi Front(inne języki)
- Audi RS2
- Audi S2
- Audi S4
- Audi Quattro
- Audi Type A(inne języki)
- Audi Type B(inne języki)
- Audi Type C
- Audi Type D(inne języki)
- Audi Type E(inne języki)
- Audi Type G(inne języki)
- Audi Type K(inne języki)
- Audi Type M(inne języki)
- Audi Type P(inne języki)
- Audi Type R(inne języki)
- Audi Type SS(inne języki)
- Audi Type T(inne języki)
- Audi V8

### Projekty i samochody przyszłości
- Audi Avus (1991)
- Audi Quattro Spyder(inne języki) (1991)
- Audi Steppenwolf (2000)
- Audi Rosemeyer (2000)
- Audi Avantissimo (2001)
- Audi Pikes Peak quattro (2003)
- Audi LeMans Quattro (2003)
- Audi Nuvolari quattro (2003)
- Audi RSQ (2004)
- Audi Shooting Brake(inne języki) (2005)
- Audi Roadjet(inne języki) (2006)
- Audi R-Zero (2006)
- Audi Nero(inne języki) (2006)

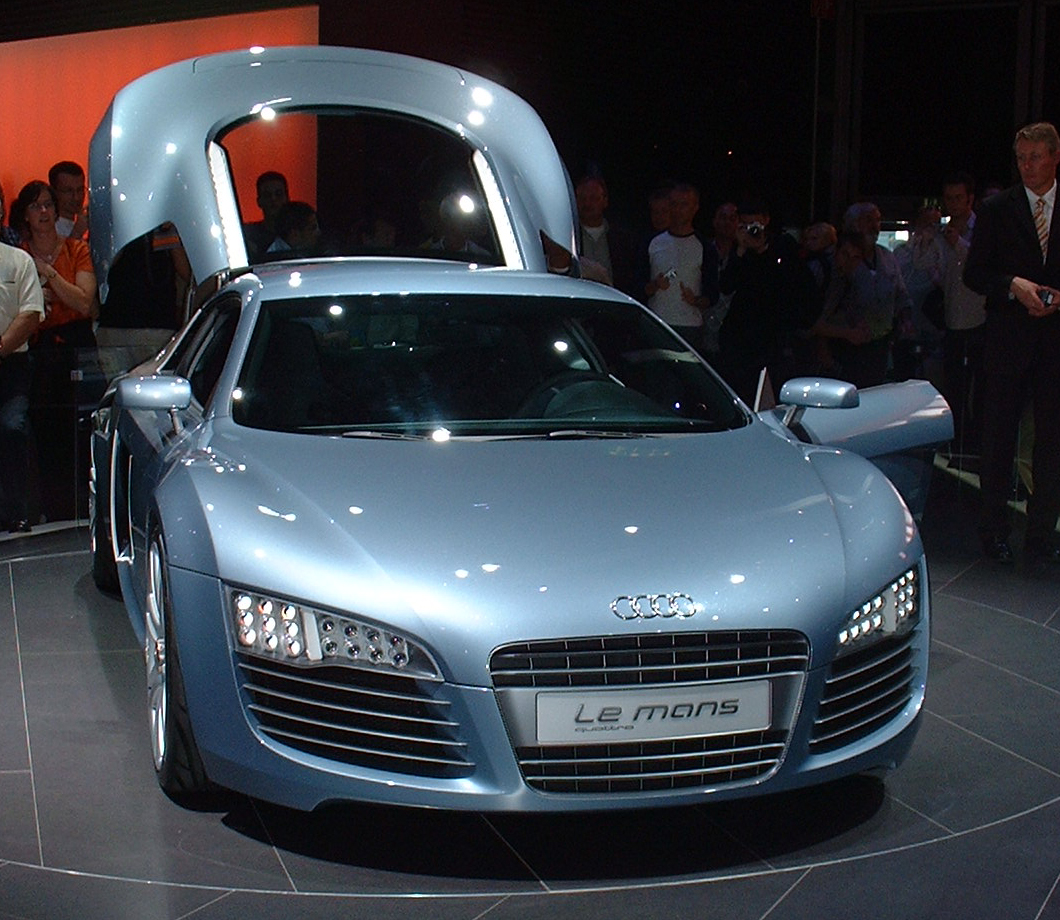
Audi LeMans Quattro

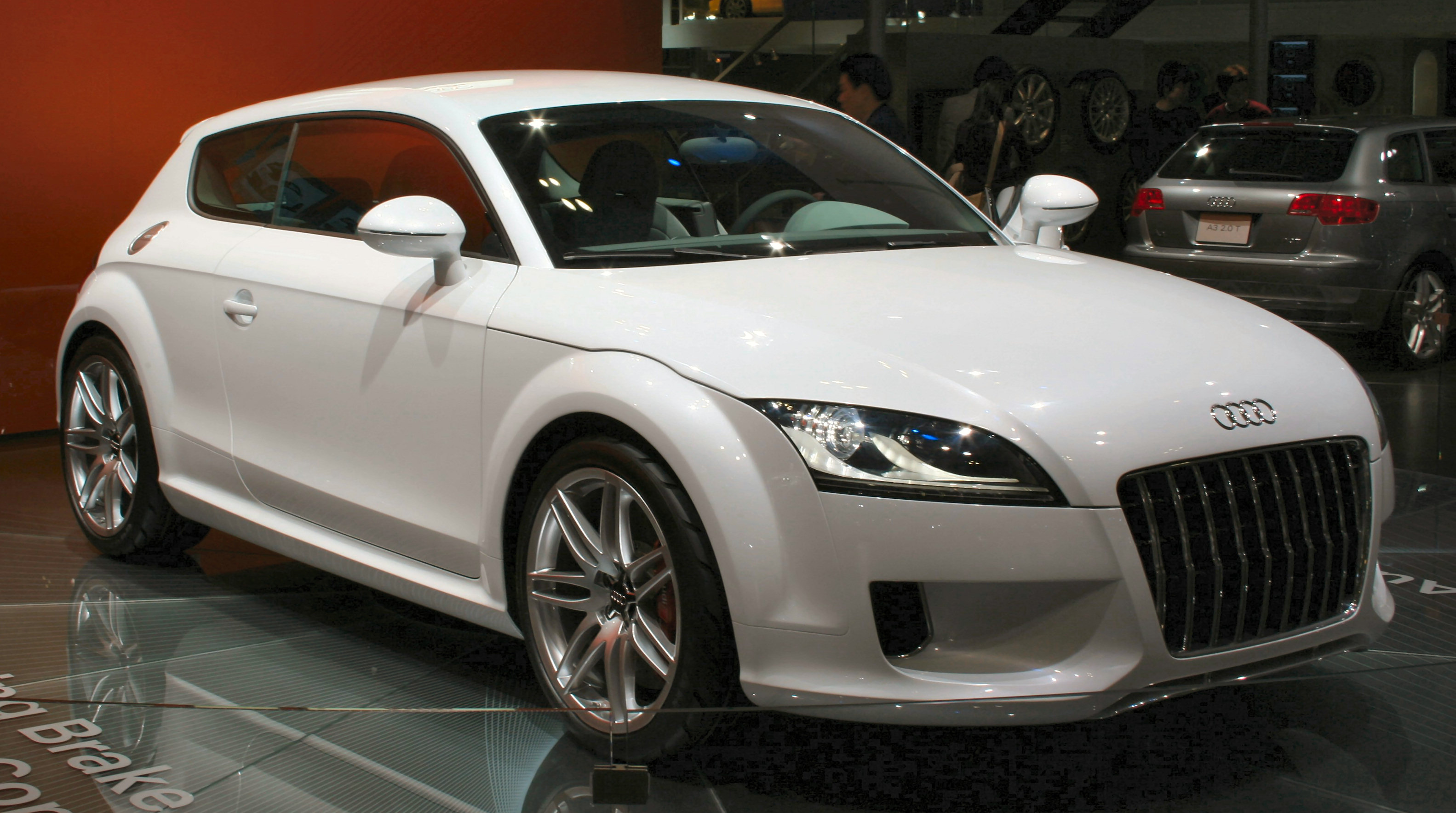
Audi Shooting Brake Concept

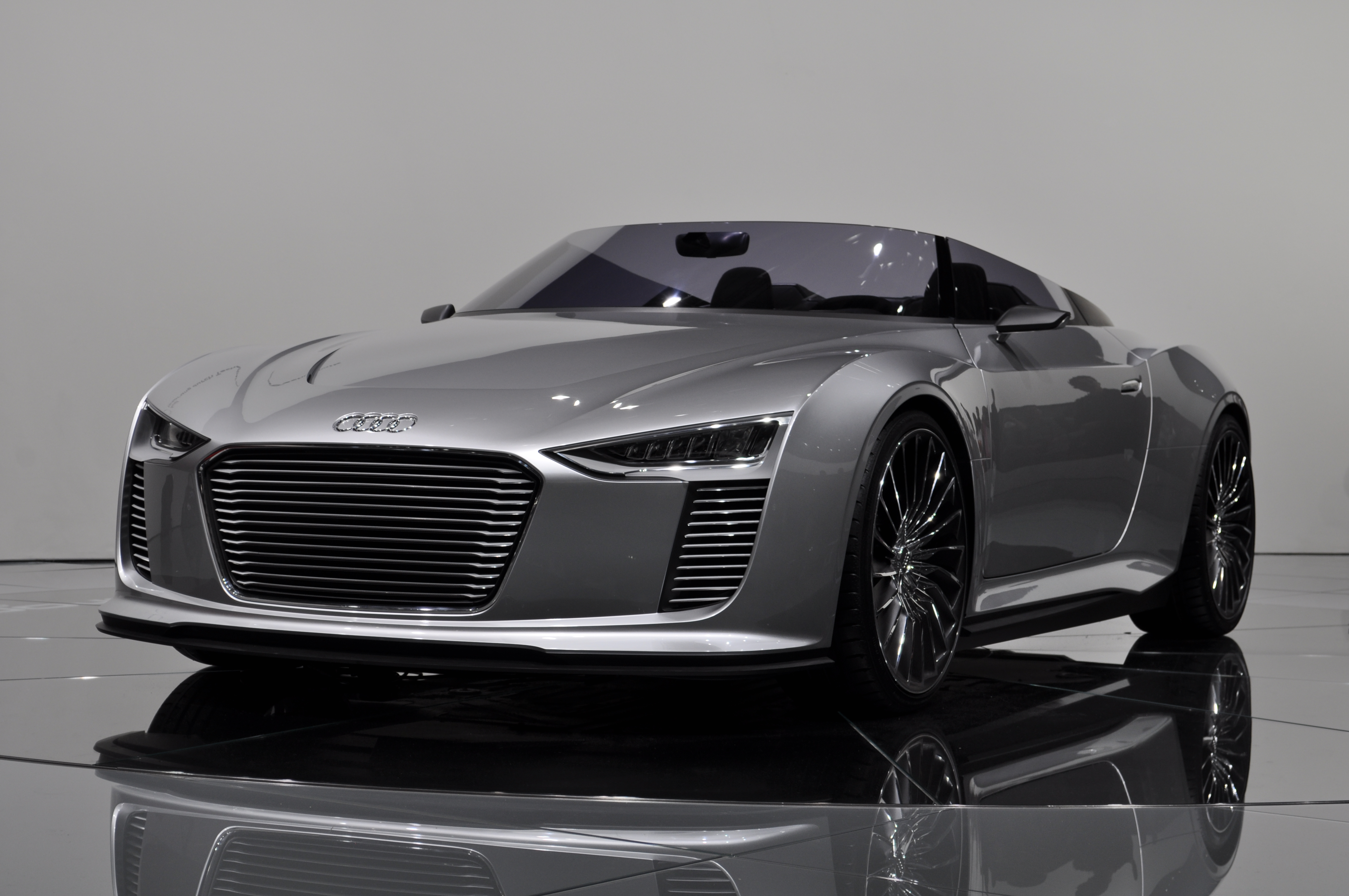
Audi e-tron Spyder

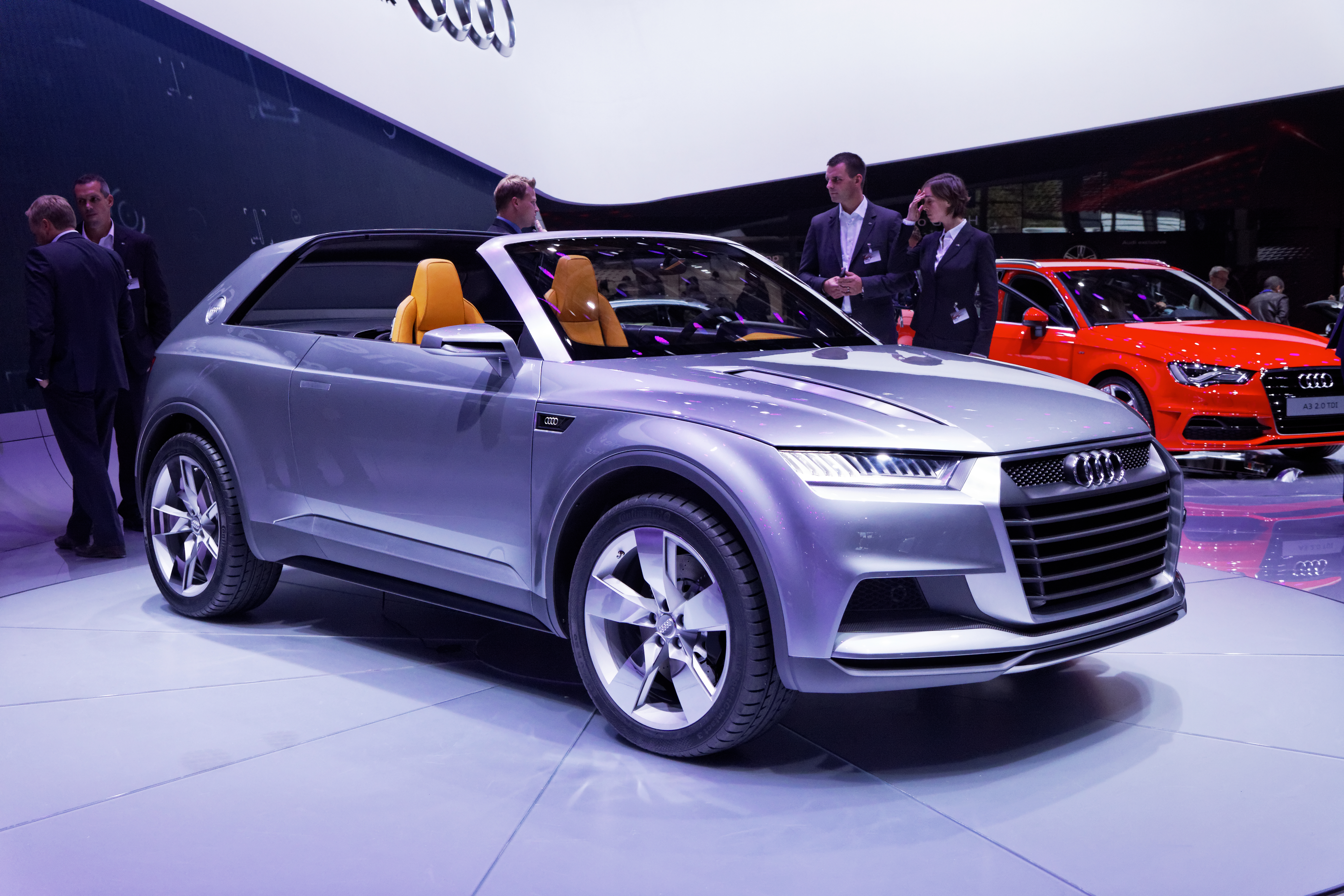
Audi Crosslane Coupe

- Audi Cross Coupe Quattro(inne języki) (2007)
- Audi A1 Metroproject Quattro (2007)
- Audi TT Clubsport Quattro (2007)
- Audi Quattroflex (2007)
- Audi A1 Sportback (2008)
- Audi Type-D(inne języki) (2008)
- Audi O (2008)
- Audi R25 (2008)
- Audi ASQ (2009)
- Audi QxP (2009)
- Audi Avatar (2009)
- Audi Sportback(inne języki) (2009)
- Audi eSpira (2009)
- Audi eOra (2009)
- Audi e-tron (2009)
- Audi Makaon Speedsailor (2009)
- Audi Mini e-tron (2010)
- Audi Gentleman's Racer (2010)
- Audi e-tron Detroit Showcar (2010)
- Audi e-tron Spyder(inne języki) (2010)
- Audi A9 (2010)
- Audi Quattro Concept (2010)
- Audi S1 (2011)
- Audi S1 Sportback (2011)
- Audi R4 (2011)
- Audi Q4(inne języki) (2011)
- Audi A4 e-tron (2011)
- Audi Onix (2011)
- Audi A3 Notchback Saloon (2011)
- Audi A3 e-tron(inne języki) (2011)
- Audi A1 Clubsport quattro (2011)
- Audi Urban Concept(inne języki) (2011)
- Audi A2 Concept(inne języki) (2011)
- Audi QS4 (2012)
- Audi QS6 (2012)
- Audi Q6 (2012)
- Audi RS Q3(inne języki) (2012)
- Audi TT Offroad(inne języki) (2014)
- Audi TT Sportback (2014)
- Audi AR-1 (2015)
- Audi TT RS Coupe (2016)
- Audi RS 3 Sedan (2016)

## Zakłady produkcyjne Audi

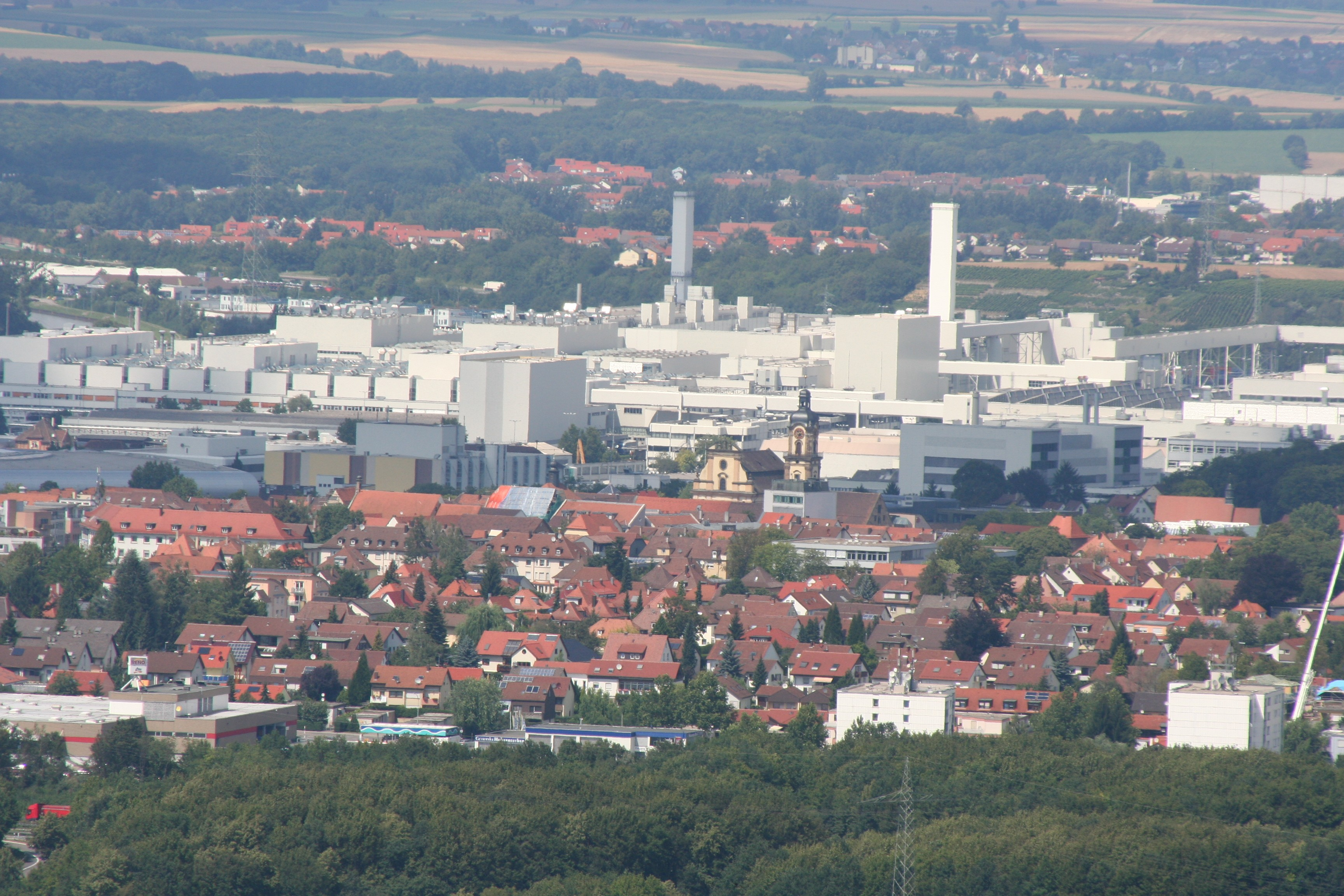
Fabryka Audi w Neckarsulm

| Państwo   | Miasto                   | Otwarta | Zamknięta | Produkty                   |
| --------- | ------------------------ | ------- | --------- | -------------------------- |
| Belgia    | Bruksela                 | 2007    | 2025      | samochody osobowe          |
| Brazylia  | Kurytyba                 |         |           | samochody osobowe          |
| Chiny     | Changchun                | 2001    |           | samochody osobowe          |
| Chiny     | Foshan                   |         |           | samochody osobowe          |
| Chiny     | Szanghaj                 |         |           | samochody osobowe          |
| Hiszpania | Martorell                | 2011    |           | samochody osobowe          |
| Indie     | Aurangabad               | 2007    |           | samochody osobowe          |
| Indie     | Pune                     |         |           | samochody osobowe          |
| Indonezja | Dżakarta                 |         |           | samochody osobowe          |
| Japonia   | Tokio                    | 1987    | 1998      | Montaż samochodów          |
| Malezja   | Shah Alam                |         |           | samochody osobowe          |
| Niemcy    | Neckarsulm               |         |           | samochody osobowe, silniki |
| Niemcy    | Ingolstadt               | 1965    |           | samochody osobowe          |
| Polska    | Poznań Volkswagen Poznań | 1997    | 2000      | montaż Audi A6             |
| Słowacja  | Bratysława               | 2005    |           | samochody osobowe          |
| Węgry     | Győr                     | 1994    |           | samochody osobowe, silniki |
| Ukraina   | Sołomonowo               | 2004    | 2008      | montaż Audi A4             |

## Audi w sportach motorowych
Już w latach trzydziestych XX w. samochody wyścigowe Auto Union z powodzeniem brały udział w różnych imprezach sportowych. W 1981 roku Audi było pierwszą marką, która w samochodzie rajdowym zastosowała napęd na cztery koła. Rajdowe Audi Quattro miało także silnik turbo, nowość w tamtym czasie. Dzięki tym dwóm rozwiązaniom, do 1984 roku Audi było czołową i niepokonaną marką w rajdach samochodowych.
Od roku 2000 Audi dominuje w 24-godzinnym wyścigu w Le Mans. W roku 2006, Audi R10 TDI było pierwszym samochodem napędzanym silnikiem wysokoprężnym, który zwyciężył w tym wyścigu. W 2009 roku na start wystawiono Audi R15 TDI, drugą generację napędzanego silnikiem diesla pojazdu Le Mans, który na potrzeby sezonu 2010 znacznie zmodernizowano i wystawiono jako Audi R15 TDI plus. W 2011 roku Audi R18 wygrało wyścig 24 h Le Mans mając tylko 13 sekund przewagi przed najlepszym konkurentem. W roku 2012, 80. edycja wyścigu 24 h Le Mans przyniosła wygraną Audi R18 e-tron quattro, czyli pierwszego w historii imprezy hybrydowego, sportowego bolidu. Audi R18 e-tron quattro zwyciężało również w kolejnych edycjach Le Mans – w latach 2013 i 2014.

### Sukcesy w sportach motorowych
Wybrane tryumfy Audi w międzynarodowych imprezach motorowych na przestrzeni lat.
| Rok  | Tytuł | Samochód                               |
| ---- | --- | -------------------------------------- |
| 1982 | Mistrzostwo marek grupy B Rajdowych Mistrzostw Świata Fédération Internationale de l’Automobile                                 | Audi Quattro Rallye                    |
| 1983 | Hannu Mikkola został mistrzem świata kierowców grupy B Rajdowych Mistrzostw Świata FIA                                          | Audi Quattro A1                        |
| 1984 | Stig Blomqvist został mistrzem świata kierowców, Audi mistrzem świata marek grupy B Rajdowych Mistrzostw Świata FIA             | Audi Quattro A2 / Sport Quattro Rallye |
| 1985 | Michèle Mouton zwyciężyła w rajdzie Pikes Peak International Hill Climb                                                         | Audi Sport Quattro Rallye              |
| 1986 | Bobby Unser zwyciężył w rajdzie Pikes Peak International Hill Climb w rekordowym czasie                                         | Audi Sport Quattro S1                  |
| 1987 | Walter Röhrl zwyciężył w rajdzie Pikes Peak International Hill Climb w rekordowym czasie                                        | Audi Sport Quattro S1 Pikes Peak       |
| 1988 | Hurley Haywood zdobył mistrzostwo wśród kierowców i wśród marek amerykańskiej serii TransAm                                     | Audi 200 Quattro TransAm               |
| 1990 | Hans-Joachim Stuck został mistrzem serii wyścigów samochodów turystycznych Deutsche Tourenwagen-Meisterschaft (DTM)             | Audi V8 Quattro DTM                    |
| 1991 | Frank Biela został mistrzem serii wyścigów samochodów turystycznych Deutsche Tourenwagen-Meisterschaft (DTM)                    | Audi V8 Quattro DTM                    |
| 1993 | Frank Biela został mistrzem francuskiej serii wyścigów samochodów turystycznych                                                 | Audi 80 Quattro Supertourismo          |
| 1994 | Mistrzostwo włoskiej serii wyścigów samochodów turystycznych                                                                    | Audi 80 Quattro Competition            |
| 1995 | Mistrzostwo włoskiej serii wyścigów samochodów turystycznych oraz zdobycie Pucharu Świata                                       | Audi A4 Supertouring Quattro           |
| 1996 | Mistrzostwo serii wyścigów samochodów turystycznych w Australii, Belgii, Niemczech, Wielkiej Brytanii, Szwecji, Hiszpanii i RPA | Audi A4 Supertouring Quattro           |
| 1997 | Mistrzostwo środkowoeuropejskiej serii wyścigów samochodów turystycznych                                                        | Audi A4 Supertouring Quattro           |
| 1999 | Christian Abt zdobył mistrzostwo serii DTM oraz serii szwedzkiej                                                                | Audi A4 Supertouring Quattro           |
| 2000 | Emanuele Pirro, Frank Biela i Tom Kristensen zwyciężyli po raz pierwszy w wyścigu 24 h w Le Mans                                | Audi R8 Le Mans                        |
| 2001 | Emanuele Pirro, Frank Biela i Tom Kristensen zwyciężyli po raz drugi w wyścigu 24 h w Le Mans                                   | Audi R8 Le Mans                        |
| 2001 | Mistrzostwo szwedzkiej serii wyścigów samochodów turystycznych                                                                  | Audi A4 Quattro                        |
| 2001 | Mistrzostwo Speedvision serii GT                                                                                                | Audi S4 Competition                    |
| 2002 | Emanuele Pirro, Frank Biela i Tom Kristensen po raz trzeci zwyciężyli w 24 h Le Mans                                            | Audi R8 Le Mans                        |
| 2002 | Laurent Aïello zdobył mistrzostwo serii DTM                                                                                     | Audi TT-R DTM                          |
| 2002 | Mistrzostwo Speed serii GT | Audi S4 Competition                    |
| 2003 | Mistrzostwo Speed serii GT | Audi RS6 Competition                   |
| 2003 | Mistrzostwo szwedzkiej serii wyścigów samochodów turystycznych                                                                  | Audi A4                                |
| 2004 | Rinaldo Capello, Tom Kristensen i Seiji Ara zwyciężyli w wyścigu 24 h w Le Mans                                                 | Audi R8 Le Mans                        |
| 2004 | Mattias Ekström został mistrzem serii DTM                                                                                       | Audi A4 DTM                            |
| 2005 | Tom Kristensen, Marco Werner i JJ Lehto zwyciężyli w wyścigu 24 h w Le Mans                                                     | Audi R8 Le Mans                        |
| 2006 | Frank Biela, Marco Werner i Emanuele Pirro zwyciężyli w wyścigu 24 h w Le Mans                                                  | Audi R10 TDI Le Mans                   |
| 2006 | Rinaldo Capello i Allan McNish zostali mistrzami American Le Mans Series w kategorii zespołowej i indywidualnej                 | Audi R10 TDI Le Mans                   |
| 2006 | Thed Björk został mistrzem szwedzkiej serii wyścigów samochodów turystycznych                                                   | Audi A4                                |
| 2007 | Frank Biela, Marco Werner und Emanuele Pirro zwyciężyli w wyścigu 24 h w Le Mans                                                | Audi R10 TDI Le Mans                   |
| 2007 | Rinaldo Capello i Allan McNish zostali mistrzami American Le Mans Series w kategorii zespołowej i indywidualnej                 | Audi R10 TDI Le Mans                   |
| 2007 | Mattias Ekström został mistrzem serii DTM                                                                                       | Audi A4 DTM                            |
| 2008 | Rinaldo Capello, Allan McNish i Tom Kristensen zwyciężyli w wyścigu 24 h w Le Mans                                              | Audi R10 TDI Le Mans                   |
| 2008 | Lucas Luhr i Marco Werner zostali mistrzami American Le Mans Series w kategorii zespołowej i indywidualnej                      | Audi R10 TDI Le Mans                   |
| 2008 | Alexandre Prémat i Mike Rockenfeller zostali mistrzami American Le Mans Series w kategorii zespołowej i indywidualnej           | Audi R10 TDI Le Mans                   |
| 2008 | Timo Scheider został mistrzem serii DTM                                                                                         | Audi A4 DTM                            |
| 2009 | Timo Scheider został mistrzem serii DTM                                                                                         | Audi A4 DTM                            |
| 2010 | Timo Bernhard, Romain Dumas i Mike Rockenfeller zwyciężyli w wyścigu 24 h w Le Mans                                             | Audi R15 TDI plus Le Mans              |
| 2011 | Marcel Fässler, André Lotterer i Benoît Tréluyer zwyciężyli w wyścigu 24 h w Le Mans                                            | Audi R18 Le Mans                       |
| 2011 | Timo Scheider, Mattias Ekström i Greg Franchi zwyciężyli w wyścigu 24 h 2 Spa Francorchamps                                     | Audi R8 LMS                            |
| 2011 | Martin Tomczyk został mistrzem serii DTM                                                                                        | Audi A4 DTM                            |
| 2012 | Marc Basseng, Christopher Haase, Frank Stippler i Markus Winkelhock zwyciężyli w wyścigu 24 h na torze Nürburgring              | Audi R8 LMS Ultra                      |
| 2012 | Marcel Fässler, André Lotterer i Benoît Tréluyer zwyciężyli w wyścigu 24 h w Le Mans                                            | Audi R18 e-tron Quattro                |
| 2012 | Frank Stippler, René Rast i Andrea Piccini zwyciężyli w wyścigu 24h w Spa                                                       | Audi R8 LMS Ultra                      |
| 2013 | Loïc Duval, Tom Kristensen i Allan McNish zwyciężyli w wyścigu 24 h w Le Mans                                                   | Audi R18 e-tron Quattro                |
| 2013 | Mike Rockenfeller został mistrzem serii DTM                                                                                     | Audi RS5 DTM                           |
| 2014 | Marcel Fässler, André Lotterer i Benoît Tréluyer zwyciężyli w wyścigu 24 h w Le Mans                                            | Audi R18 e-tron quattro                |

## Reklama i sponsoring
Audi sponsoruje kluby piłkarskie, przede wszystkim rodzimy FC Ingolstadt 04. Wspiera także inne zespoły z Europy: Real Madryt, Bayern Monachium. Angażuje się również w sponsoring różnych imprez sportowych (m.in. Puchar Świata w narciarstwie alpejskim).

## Audi w Polsce
Audi pod względem liczby rejestracji nowych modeli w 2014, 2015 i 2016 roku była trzecią najpopularniejszą marką segmentu premium w Polsce (po BMW i Mercedesie). W 2016 roku w Polsce zarejestrowano 10787 nowych egzemplarzy Audi. Przez trzy lata z rzędu (2014-2016) najchętniej kupowanym modelem Audi w Polsce był SUV – Q5.